# 의병장 홍자수 묘
의병장 홍자수 묘는 경기도 안성시 미양면 갈전리에 있는, 선조 25년(1592) 임진왜란 때 충의위로서 의병을 모집, 왜군과 항전하여 큰 전과(戰果)를 올리고 순국(殉國)한 의병장의 무덤이다. 1986년 5월 22일 안성시의 향토유적 제31호로 지정되었다.

## 개요
홍자수 장군은 선조 25년(1592) 임진왜란 때 충의위로서 의병을 모집, 왜군과 항전하여 큰 전과(戰果)를 올리고 순국(殉國)한 이 고장이 낳은 애국적인 의병장이다. 그는 6월 초부터 진(震)․재(齋)․전(電)․뇌(雷)․계남(季男) 등 아들 5형제와 생질(甥姪) 이덕남(李德男)으로 더불어 의병부대를 지휘, 진천(鎭川) 엽둔고개에서 진(陳)을 치고 있던 왜적을 대파(大破)하는 등 개전(開戰) 초부터 크게 기세를 올렸다.
그 후 의병대장기(義兵大將旗)를 앞세워 모집한 의병은 3천여명에 이르렀는데, 계속 복병(伏兵)과 유격전(遊擊戰)을 전개한 결과 적의 목을 베고 포로를 잡은 것이 부지기수였다. 특히 서자(庶子) 홍계남(洪季男)은 뒤에 경기도 조방장(助防將)으로 크게 활약한 바 있으며, 안성 남쪽 목촌(木村) (현 미양면 땅에 성루(城壘)를 쌓고 진(陳)을 쳐 왜적을 크게 무찔렀다. 그해 9월 12일 홍자수 의병장 일가의 전공(戰功)과 활약상을 전해들은 선조가 그 아들 계남에게 수원판관(水原判官)을 제수(除授)했으나, 아들의 부임 직전 장군은 죽산(竹山)에 있던 왜적의 습격을 받고 혈전(血戰) 끝에 전사했다. 한편 계남은 혈로(血路)를 뚫고 적진에 진입, 수십명 왜적의 목을 베고 부친의 시신(屍身)을 찾아오니, 당시 사람들은 그 위용(威容)과 용력(勇力)이 그 아버지의 그 아들이라고 크게 탄복하였다고 한다. 선조는 장군의 애국충절을 기려 「숭정대부 의정부우찬성((崇政大夫 議政府右贊成) 겸 판의금부사 오위도총부도총관 (判義禁府事 五衛都摠府都摠管)」을 추증하는 한편, 충신의 정려(旌閭)를 세우게 했다. 
묘소에는 석물(石物) 하나 없이 봉분만 솟아 있고, 정문(旌門) 앞에 세운 화강암 비석의 규모는 높이 133cm, 폭 57cm, 두께 20cm이다.

## 참고 문헌
- 의병장 홍자수 묘 - 안성문화관광 - 시지정문화재